# 左家庄街道
左家庄街道，是中华人民共和国北京市朝陽區下辖的一个街道。

## 行政区划
左家庄街道下辖以下地区：
新源里社区、三源里社区、顺源里社区、新源西里社区、静安里社区、左东里社区、左南里社区、左北里社区和曙光里社区。